# Fernando Zegers Santa Cruz
Fernando José Zegers Santa Cruz (Ñuñoa, 17 de julio de 1932) es un abogado y diplomático chileno.

## Biografía
Nació en Ñuñoa, Santiago de Chile, hijo de Alfonso Zegers Baeza y Carmen Santa Cruz Barceló. Su abuelo paterno fue el diputado Julio Zegers García-Huidobro (hijo de Julio Zegers Samaniego) y era bisnieto por el lado materno del senador Joaquín Santa Cruz Vargas. Contrajo matrimonio con María Teresa Aldunate Menéndez (hija del diputado Raúl Aldunate Phillips, y descendiente por el lado materno de José Menéndez Menéndez, empresario español radicado en la Patagonia).
Fernando Zegers estudió la carrera de derecho y se tituló de abogado en la Universidad de Chile. Ha sido profesor de Derecho Internacional del Mar tanto en su casa de estudios como en la Universidad de Los Andes.

## Carrera diplomática
Una vez ingresado al servicio exterior chileno, fue ministro consejero de la misión chilena ante la República Federativa del Brasil, entre 1964 y 1966. En 1968 fue designado Representante Alterno ante la Organización de las Naciones Unidas (hasta 1971). En 1974 fue embajador delegado especial en Nicaragua, y entre 1974 y 1976 fue Embajador Alterno ante la misma Organización, con sede en la ciudad de Ginebra. Fue delegado en las Asambleas de las Naciones Unidas, los años 1972, 1973 y 1975.
En 1978, el gobierno de Augusto Pinochet lo nombró embajador ante Brasil, cargo que ejerció hasta 1981. En 1984 fue acreditado como embajador ante el Reino de España (hasta 1986). El gobierno de Patricio Aylwin lo designó embajador de su país ante la Mancomunidad de Australia (1992-1996), y estuvo presente en la visita de Estado que hizo el primero en 1993.
El gobierno de Sebastián Piñera lo acreditó en 2010 como embajador ante la Santa Sede Apostólica, durante el pontificado de Benedicto XVI.